# .450 Marlin
.450 Marlin — мисливський гвинтівковий набій великої потужності, розроблений як більш сучасний еквівалент відомого патрона .45-70. Він був створений командою інженерів з компаній Marlin та Hornady під керівництвом Мітча Міттелстедта (англ. Mitch Mittelstaedt) з Hornady, та представлений публіці у 2000 році. Набої виготовлялись компанією Hornady, а гвинтівки — Marlin, головним чином це були гвинтівки важільної дії Model 1895M. Гвинтівка Browning BLR також виробляється у цьому калібрі. Marlin припинила виробництво гвинтівок 1895M у 2009 році. Наразі немає інформації, чи буде ця модель доступна знову.

## Характеристики набою
Хоча за балістичними якостями .450 Marlin дуже близький до .45-70, він не був розроблений на базі цього патрона. За основу для його розробки був узятий .458×2" American, що своєю чергою походить від .458 Winchester Magnum. Це розміщує .450 Marlin у сімейство патронів .458 Winchester, хоча зазвичай його описують як модернізований .45-70.Поясок гільзи був модифікований, щоб попередити переробку гвинтівок менших калібрів 7mm Magnum або .338 Magnum у .450 Marlin. Гвинтівки під патрон .45-70 не можуть бути перероблені у .450 Marlin або навпаки, але гвинтівки калібру .458x2 можуть бути модифіковані для стрільби .450 Marlin.Візуально гільза походить на таку у .458 Winchester Magnum із ширшим пояском. Патрон найпридатніший для полювання на великих тварин з коротких дистанцій від 150 до 175 ярдів (137—160 м). Патрон придатний для полювання на будь-яких великих північноамериканських звірів, таких як олені, бурі ведмеді та лосі.